# Бортков
Бо́ртков (укр. Бортків) — село в Красненской поселковой общине Золочевского района Львовской области Украины.
Население по переписи 2001 года составляло 809 человек. Занимает площадь 3,242 км². Почтовый индекс — 80730. Телефонный код — 3265.

## География
Село расположено на реке Гологорка, в месте впадения в неё речки Ольшаницы.

## Известные люди
В селе родился советский и украинский кинорежиссёр и сценарист Григорий Кохан.